# Агломерат (металургія)

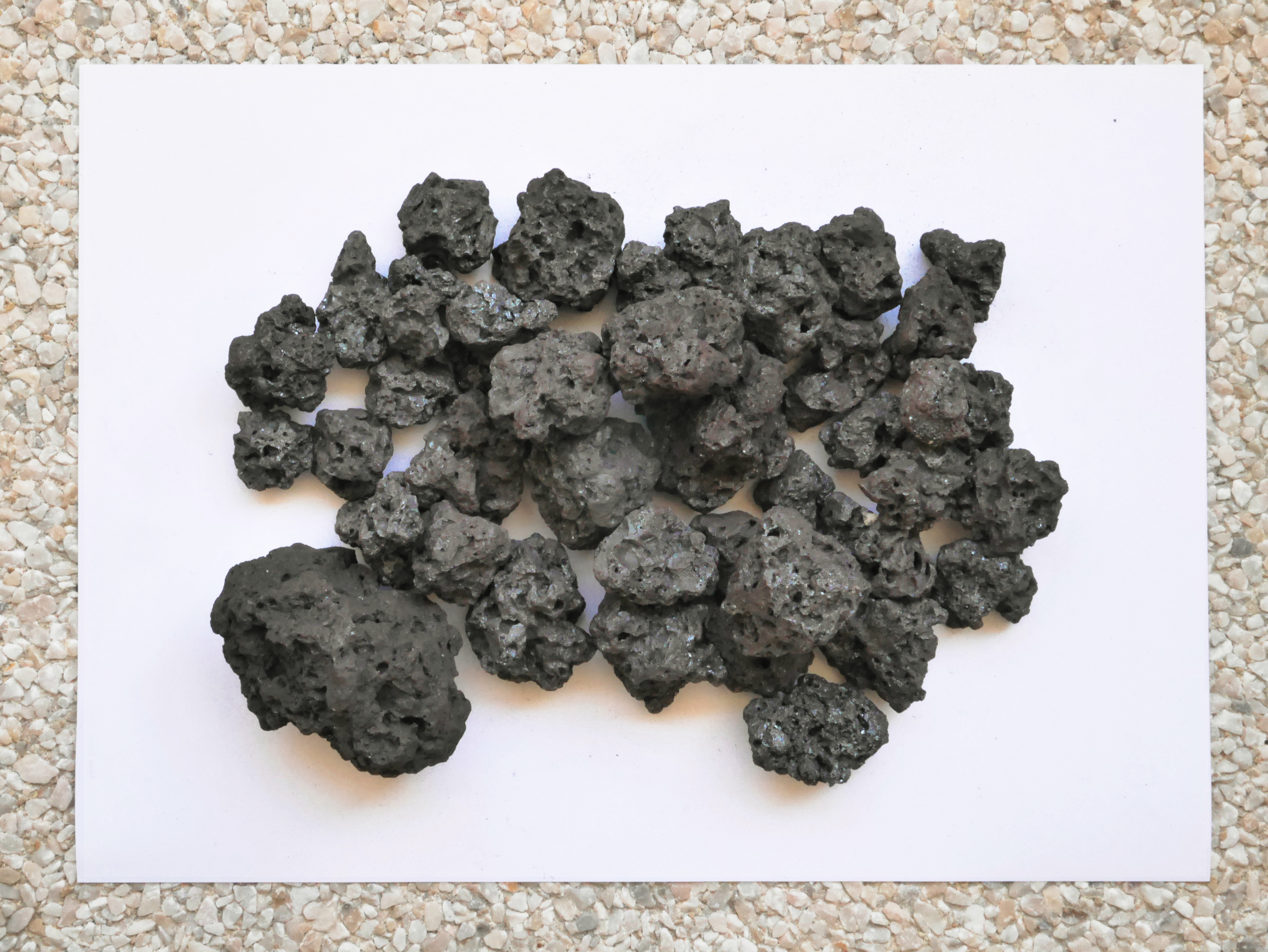
Залізорудний агломерат.

Агломерат — продукт спікання в грудки дрібнозернистої або пилеподібної руди. Є продуктом спікання шихти, що містить здрібнений рудний матеріал, вапняк і кокс. Спікання відбувається за рахунок горіння коксу при просмоктуванні повітря крізь шар шихти. При введенні добавок, які регулюють основність агломерату, одержують офлюсований агломерат. Залежно від виду руди бувають залізорудний агломерат і агломерати кольорових металів. Залізорудний агломерат є одним з видів сировини для доменних печей. Агломерат виготовляють на агломераційних фабриках.
Агломерація принципово відома з кінця XIX століття, широке промислове використання отримала після 1911 року.
Агломерація руд виникла внаслідок розвитку збагачення руд. Неодмінним етапом процесу збагачення залізних руд є їхнє подрібнення, тому одержувані після збагачення руд концентрати мають дрібнозернисту або пилувату структуру. Завантажувати їх у такому вигляді у доменну піч не можна, тому їх піддають грудкуванню. Агломерація, разом з обкатуванням і брекетуванням, є одним з трьох основних методів грудкування металургійної сировини.

## Історія

Динаміка виробництва залізорудного агломерату у 20 столітті.

Агломерація принципово відома з кінця XIX століття. Процес агломерації залізних руд був винайдений англійцями Ф. Геберлейном і Т. Хантінгтоном у 1887 році. Перша агломераційна стрічка (також називалася ґраткою) була побудована за патентом Дуайта і Л. Ллойда (Dwight, Lloyd) і почала роботу у червні 1906 року. Вона використовувалася для спікання мідної руди. Перша агломераційна стрічка для спікання залізної руди була введена в експлуатацію у Бердсборо (США, штат Пенсільванія) у 1911 році за патентом Дуайта, Ллойда. Після появи стрічкових, або конвеєрних агломераційних машин у 1911 році агломерація отримала широке промислове використання. Тільки такий агрегат безперервної дії міг забезпечити продуктивність, необхідну для доменного виробництва. Грудкування залізорудних матеріалів здійснило вирішальний вплив на інтенсивність доменної плавки.
Заміна сирих пилуватих залізних руд агломератом у 20 столітті підвищила продуктивність доменної печі мінімум на 25—30 %, а витрата коксу при цьому зменшилася щонайменше на 20 %. У другій половині 20 століття частка агломерату у продуктах грудкування складала 95—97 % і тільки у 1970-х роках знизилася до 80—85 % внаслідок розвитку виробництва котунів.

## Виробництво агломерату

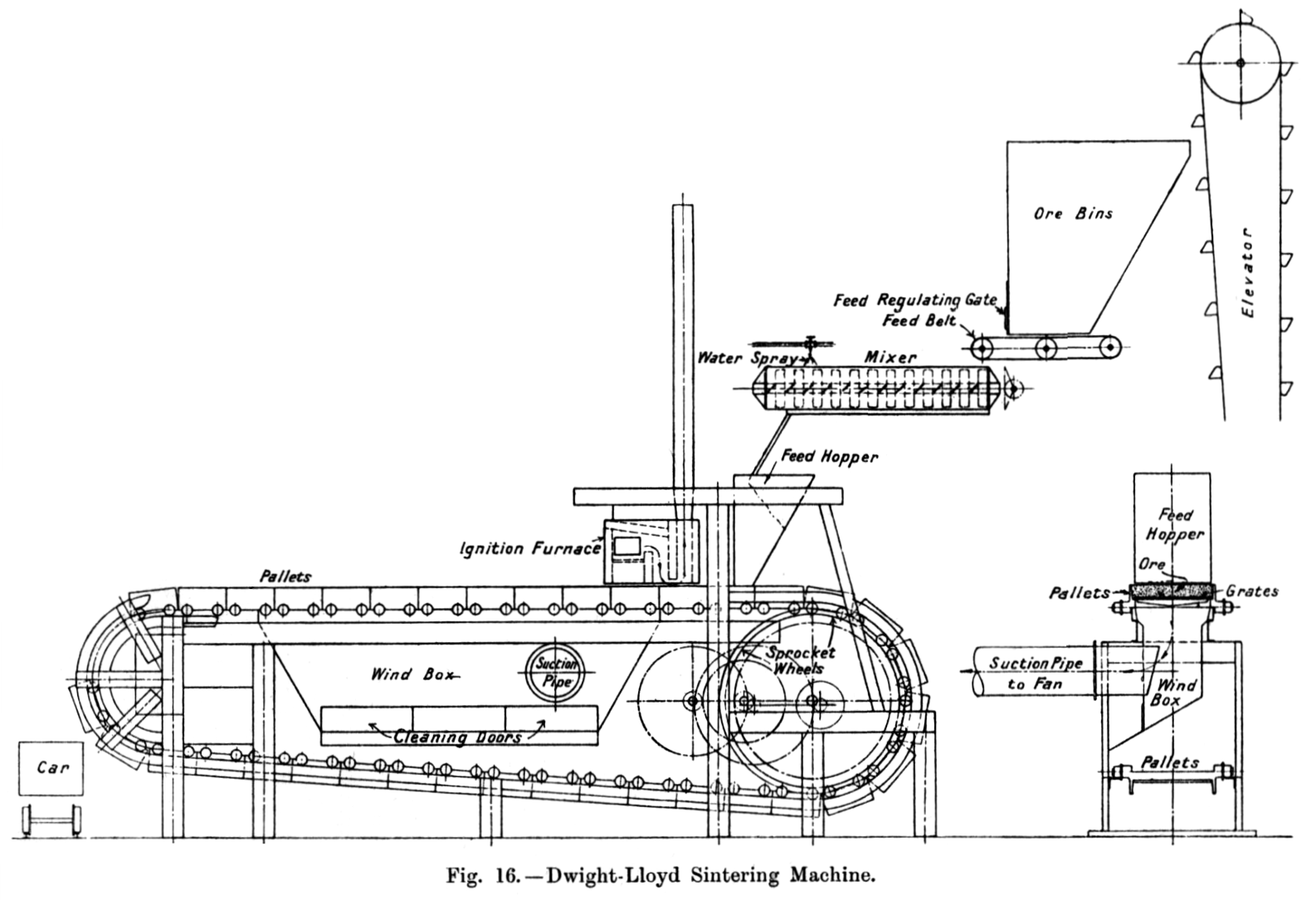
Схема агломераційної машини. Креслення 1912 року.

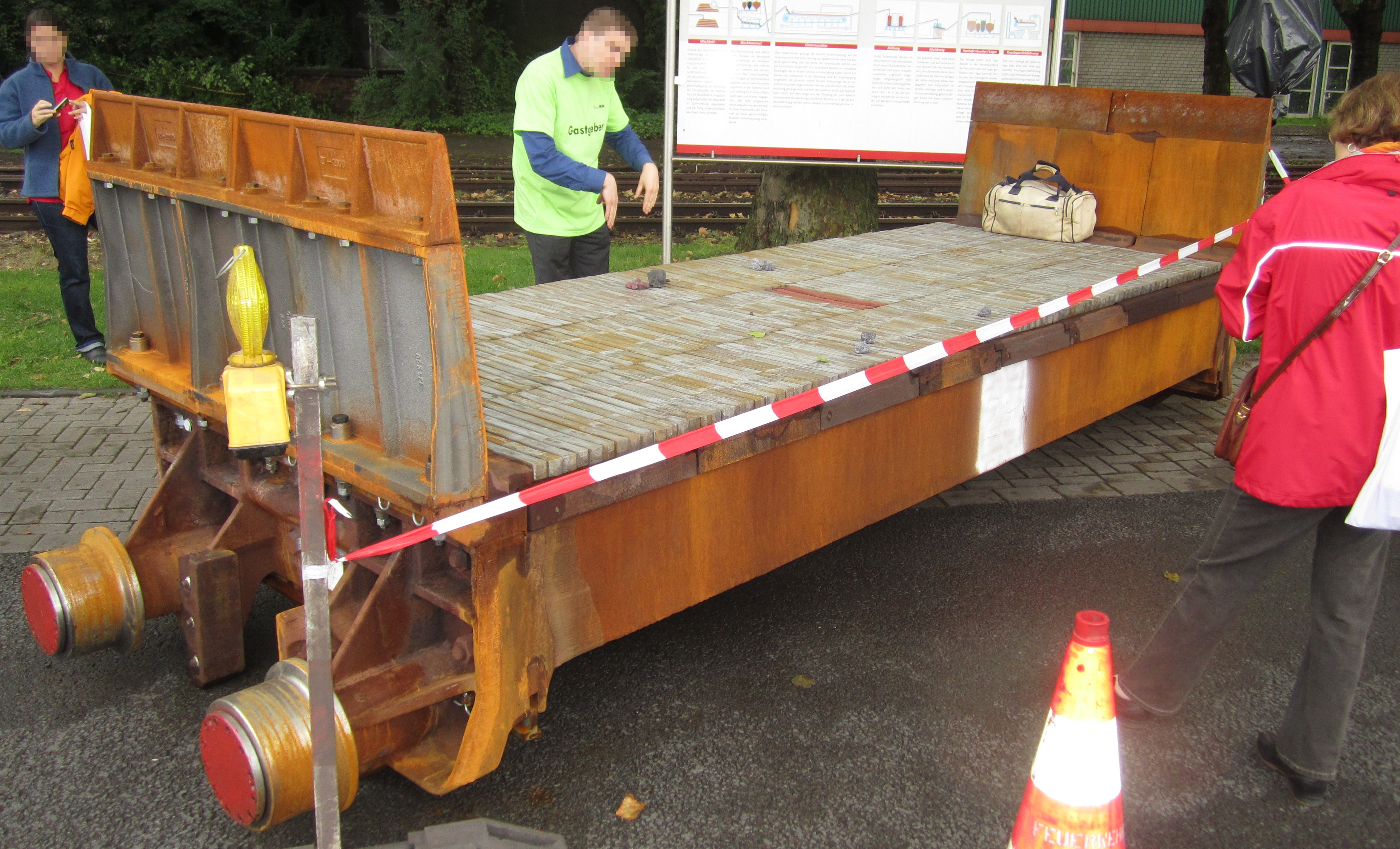
Спікальний візок агломераційної машини.

Агломерат виготовляють на агломераційних фабриках, які обладнуються конвеєрними (стрічковими) агломераційними машинами. Агломераційні машини являють собою рухомий жолоб, утворений спікальними візками (палетами), що рухаються по рейках. Візки рухаються завдяки обертанню приводної зірочки, з'єднаної з електромотором через редуктор.
Агломераційна шихта складається із залізорудного концентрату, залізної руди крупністю не більше 8—10 мм, колошникового пилу, некондиційного продукту попередніх спікань крупністю 0—10 мм та вапняку, подрібненого до розміру 0—3 мм. У шихту також вводять паливо — коксик, помелений до розміру 0—3 мм. Коксик займає 4—6 % шихти. Додають також 7—9 % вологи, яка необхідна для грудкування. У агломераційну шихту іноді додають доломитизований вапняк (для введення у доменний шлак MgO), вапну (для інтенсифікації процесу), залізовмісні матеріали (піритні недогарки, циндра, металева стружка та інше). Крупність рудних матеріалів не повинна перевищувати 10 мм, а коксику і вапняку — 2—3 мм.
Перед спіканням шихту змішують, зволожують і грудкують у обертовому барабані, внаслідок чого з пилуватого матеріалу утворюються вологі грудочки розміром 0,5—5 мм. Це робить шар шихти газопроникним.
Підготовлена шихта завантажується у візки у завантажувальній частині машини. Через шихту за допомогою ексгаустерів безперервно просмоктується повітря. Рухаючись по рейках, візок проходить через запалювальне горно, в якому спалюється газ, який у свою чергу запалює паливо (коксик) у шихті. Коли візок виходить з горну, в ньому горить паливо. Горіння підтримується повітрям, що постійно просмоктується через шихту. Завдяки горінню палива у шарі шихти, в ній відбувається часткове відновлення залізної руди і спікання окремих грудочок матеріалів у більші за розмірами грудки готового агломерату. Спікання відбувається внаслідок того, що при нагріванні шихти до достатньо високої температури в ній утворюються рідкі фази, які, розтікаючись по твердим частинкам, обволікають і склеюють їх. При охолодженні матеріалу рідина кристалізується, утворюючи міцну основу, що утримує частки, спечені в агломерат, поміж собою.